# 近藤等則
近藤 等則（こんどう としのり、1948年12月15日 - 2020年10月17日）は、日本のトランペッターで音楽プロデューサー。本名は俊則で、読みは同じ。愛媛県今治市出身。
愛媛県立今治西高等学校卒業。京都大学工学部から京都大学文学部英米文学科に転じて卒業。芸名は20代後半に占い師から「名前を変えた方がいい」と言われたことによるもの。

## 概要
多くの著名なアーティストとセッションを重ね、ノイズ、アンビエント、トランス等のエレクトリックサウンド手法を取り入れたオリジナリティ溢れる演奏は、国外でも高く評価されている。演奏ライブに留まらず、画家とライブペインティングを行うなどプロジェクトなども精力的に進めた。なお、参加したライブやレコーディングは膨大であり、山木秀夫 [dr]、酒井泰三 [g]、Reck [b]、富樫春生 [key]、ビル・ラズウェル [b]、ジョン・ゾーン [sax]、デレク・ベイリー [g]、ハービー・ハンコック [key]、ペーター・ブロッツマン [sax]、DJ KRUSH、栄芝［小唄］等。
80年代に結成したIMAバンドで一世を風靡し、1993年（平成5年）にはアムステルダムへ拠点を移し、東京とアムステルダムを行き来しながら「地球を吹く」プロジェクトに取り組む。2012年（平成24年）より日本を活動拠点とし、翌2013年（平成25年）、ドキュメンタリー映画『地球を吹く in Japan』を発表。2014年（平成26年）、音楽ダウンロード販売サイト 近藤等則レコーディングス｜Toshinori Kondo Recordings をスタートさせる。
洋画家の智内兄助とは中学高校の同級生であり友人。2人で絵本なども出版している。

## 経歴
- 1976年（昭和51年）、山下洋輔のアルバム「JAM RICE RELAXIN'」の録音に参加し、レコード・デビュー。
- 1979年（昭和54年）、ニューヨークでレーベル「Bellows」を設立。
- 1982年（昭和57年）、東京でIMAレーベル設立。
- 1983年（昭和58年）には、バンド「Tibetan Blue Air Liquid Band」（後に「近藤等則 & IMA」に改名）を結成。
- 1997年（平成9年）、中央競馬の第42回有馬記念のファンファーレを担当[1]。
- 2002年（平成14年）からは新たにバンド「FREE ELECTRO」を結成。
- 2003年（平成15年）には、端唄家元の栄芝と端唄と、トランスを融合させたアルバム「The 吉原」を制作し、共演ライブも行う。
- 2010年（平成22年）より、東京経済大学コミュニケーション学部客員教授として「表現と批評」などの授業を担当する[3]。
- 2012年（平成24年）、アムステルダム活動18年に幕を下ろし、拠点を日本に移す。東大寺大仏殿での東日本大震災物故者一周忌法要で奉納演奏を行う。北京での山本寛斎イベント「Hello, China!」にて音楽を担当。
- 2013年（平成25年）、ドキュメンタリー映画「地球を吹く in Japan」完成[1]。
- 2014年（平成26年）、音楽ダウンロード販売サイト*近藤等則レコーディングス｜Toshinori Kondo Recordingsをスタートさせる。
- 2020年（令和2年）10月17日午後8時45分ごろ、神奈川県川崎市内で逝去[1]。71歳没。

## ディスコグラフィー

### ソロ

#### シングル
1. CHINA BOOGIE（1985年）
2. CLUB NEW LIGHT（1993年12月21日）
3. GOOD-BY MORNING（2001年）限定発売

#### アルバム
1. FUIGO FROM A DIFFERENT DIMENSION（1979年）
2. 空中浮遊（1983年）
3. TOUCHSTONE 試心石（1993年2月25日）
4. PANTA RHEI AN ALCHAIC COMEDY IN CHAOS（1994年）
5. イズラエル（1995年）
6. 東京SHADOW Original Soundtracks（1995年）
7. 神戸　KOBE 17.01.95（1996年）
8. 記憶（1996年8月8日）DJ KRUSHとのコラボレーションアルバム
9. 神曲 VARIATIONS OF THE THEME : THE DIVINE COMEDY（1997年）
10. NERVE TRIPPER（2002年12月21日）
11. The吉原（2003年5月14日）端唄家元、栄芝とのコラボレーションアルバム
12. 風狂（2005年）
13. SOFT TOUCH（2005年）限定発売
14. 秘太刀 馬の骨（2006年）
15. Deeply Dreamed　深く夢見て（2014年）
16. Toishinori Kondo plays Standards～あなたは恋を知らない（2015年）

### 近藤等則 & IMA

#### シングル
1. SUNDOWN・Y U（1986年7月2日、EPIC・ソニー、12インチシングル）アルバムからのシングルカット
2. TOKYO GIRL・PORTO NOVO（1988年11月28日、ALFA）
3. FLY, JACK・INVISIBLE MAN（1991年4月21日）
4. 腕におぼえあり（1993年1月25日）

#### アルバム
1. 大変（1984年）
2. METAL POSITION（1985年7月1日、Polydor）
3. コントン（1986年6月21日、EPIC・ソニー）
4. 337（1987年2月1日、EPIC・ソニー）
5. HUMAN MARKET（1988年5月25日、ALFA）
6. KAMIKAZE BLOW（1989年5月25日、ALFA）
7. TOKYO ROSE（1990年2月25日、ALFA）
8. BRAIN WAR（1991年6月5日）
9. GOD・ZILLA FUNK（1991年6月21日）
10. RED CITY SMOKE（1993年10月25日）

## 出演
- 29歳のクリスマス（1994年、フジテレビ）- 長堀英明 役[4]
- MIDNIGHT SPECIAL（1988年 - 1990年、NACK5）- 金曜日担当
- てなもんやコネクション（1990年、監督：山本政志）- 矢崎 役
- 極道の妻たち 危険な賭け（1996年、監督:中島貞夫）- 穂高建造 役
- 秘太刀 馬の骨（2005年、NHK「金曜時代劇」）- 音楽担当のほか、エンディングに「トランペットを吹く袴姿の武士」の姿で登場
- 資生堂アウスレーゼ CM
- JCBカードCM(1988年頃)
- アサヒビール アサヒスーパードライCM（1991年）- タイアップ曲「FLY, JACK」のほか、本人も出演した[1]

### その他
- 金曜・土曜フォーラム（NHK教育テレビジョン）主題歌演奏
- 1997年第42回有馬記念スタートファンファーレ演奏（ブラスバンドと共演）[1]

## 出版
- 近藤等則『Tokyo meeting 1984』冬樹社〈I・M・A festival〉、1985年1月1日。ASIN B000J6UNAM。
- 近藤等則『ラッパ一本玉手箱』朝日新聞社、1990年9月1日、221頁。

{{small~NCID BN12541047、OCLC 23880203、ISBN 4-02-256191-2、ISBN 978-4-02-256191-6、国立国会図書館書誌ID:000002066162。}}
- 近藤等則『我かく戦えり─近藤等則の即興的人生論』 KKベストセラーズ→ベストセラーズ〈Brain Wars〉、1992年1月1日、237頁。

ISBN 4-584-18130-6、ISBN 978-4-584-18130-0。
- 近藤等則『音楽が好きだ！(6)』ポプラ社〈世界は音楽でいっぱい！ 世界の音楽・日本の音楽〉、1994年4月1日、47頁。
  - 小学生向け副読本として企画された「音楽が好きだ！」シリーズ第6巻。ジャズから民族音楽まで、世界中の音楽を紹介。そして、世界中で演奏を続ける著者から読者に送る熱いメッセージ。（引用元：シリーズ紹介文）

NCID BN12910653、OCLC 675394920、ISBN 4-591-04562-5、ISBN 978-4-591-04562-6、国立国会図書館書誌ID:000002320130。
- 近藤等則『骨男 (BONE MAN) ―生と死のエクスタシー装置論』 KADOKAWA（メディアファクトリー）、1994年11月1日、207頁。

OCLC 675177821、ISBN 4-88991-323-8、ISBN 978-4-88991-323-1、国立国会図書館書誌ID:000002403459。
- 近藤等則『イズラエル』 朝日新聞社→CALLING〈CDブック、Hardcover〉、1995年7月1日、109頁。

NCID BN13378837、OCLC 674074706、ISBN 4-7952-1666-5、ISBN 978-4-7952-1666-2、国立国会図書館書誌ID:000002447647。
- 近藤等則『悲しい恋の物語─ Junk enlightenment』 音楽之友社、1998年12月10日、185頁。

NCID BN07334101、OCLC 672983762、ISBN 4-276-23181-7、ISBN 978-4-276-23181-8、国立国会図書館書誌ID:000001806651。
- 佐原一哉（作詞・作曲）、近藤等則（作詞・作曲）、黒田征太郎（絵） 著、PIKADON PROJECT事務局 編『ふたつの黒い雨』アートン新社〈PIKADON CD 絵本 1〉、2005年7月1日、45頁+CD1枚頁。

NCID BA73095442、OCLC 676244082、ISBN 4-86193-009-X、ISBN 978-4-86193-009-6、国立国会図書館書誌ID:000008016459。
- 近藤等則（文）、智内兄助（絵）『ぼくがうまれた音｜日本傑作絵本シリーズ』福音館書店〈絵本、Hardcover〉、2007年3月25日、28頁。

NCID BA81426636、OCLC 945093398、ISBN 4-8340-2260-9、ISBN 978-4-8340-2260-5、国立国会図書館書誌ID:000008511262。
- 近藤等則『いのちは即興だ』 地湧社、2008年10月1日、184頁。※リンク先のページに略歴の掲載あり。

NCID BA8876504X、OCLC 676487463、ISBN 4-88503-197-4、ISBN 978-4-88503-197-7、国立国会図書館書誌ID:000009633071。
- 近藤等則（文）、黒田征太郎（絵）『水の話』石風社〈CD+絵本〉、2012年7月7日、33頁。※リンク先のページに略歴の掲載あり。
  - 佐原一哉が「黒い雨」を近藤等則が「心の街」をそれぞれに作詞・作曲し、それらの歌詞を基に黒田征太郎が絵を描き、絵本に仕立てられた。CDでは、「黒い雨」を古謝美佐子が、「心の街」を都はるみが唄っている。

NCID BB10918467、OCLC 795799513、ISBN 4-88344-213-6、ISBN 978-4-88344-213-3、国立国会図書館書誌ID:023674308。
- 近藤等則、佐藤卓『空の気─自然と音とデザインと』 みすず書房、2014年5月9日、168頁。

OCLC 880129761、ISBN 4-622-07808-2、ISBN 978-4-622-07808-1。

## 関連文献
- 萩原健太（編著）『ポップス イン ジャパン─“ロック”を超えるミュージシャンたち』新潮社〈新潮文庫〉、1992年7月25日、433頁。
  - 雑誌『03』の1989年12月号から1991年11月号までの掲載記事に加筆した内容で、以下のミュージシャのインタビューを採録している。久保田利伸、大澤誉志幸、近田春夫、坂本龍一、佐野元春、桑田佳祐、近藤等則、Char、ゴンチチ、泉谷しげる、サエキけんぞう、忌野清志郎、大槻ケンヂ、奥田民生、サンプラザ中野くん、岡村靖幸、鈴木慶一、久保田麻琴、浜崎貴司、藤井フミヤ、フリッパーズ・ギター、ホッピー神山、細野晴臣、山下達郎。

NCID BN07913368、OCLC 674528523、ISBN 4-10-135711-0、ISBN 978-4-10-135711-9、国立国会図書館書誌ID:000002194985。